# Kalme (Elva)
Kalme es una localidad situada en el municipio de Elva, en el condado de Tartu, Estonia. Tiene una población estimada, en 2021, de 140 habitantes.
Está ubicada al oeste del condado, cerca de la costa oriental del lago Võrtsjärv, del río Emajõgi y de la frontera con el condado de Valga.